# Chi Pegasi
Chi Pegasi (χ Pegasi, förkortat Chi Peg, χ Peg) som är stjärnans Bayerbeteckning, är en ensam stjärna belägen i den östra delen av stjärnbilden Pegasus. Den har en skenbar magnitud på 4,80 och är synlig för blotta ögat där ljusföroreningar ej förekommer. Baserat på parallaxmätning inom Hipparcosuppdraget på ca 8,9 mas, beräknas den befinna sig på ett avstånd på ca 368 ljusår (ca 113 parsek) från solen.

## Egenskaper
Chi Pegasi är en röd jättestjärna av spektralklass M2+ III. Den har en radie som är ca 24 gånger större än solens och utsänder från dess fotosfär ca 476 gånger mera energi än solen vid en effektiv temperatur på ca 3  900 K.